# Total War: Shogun 2
Total War: Shogun 2 ist ein Computer-Strategiespiel des britischen Entwicklerstudios Creative Assembly und der siebte Teil der Serie Total War. Die Neuauflage des ersten Serientitels Shogun: Total War wurde am 2. Juni 2010 angekündigt und erschien am 15. März 2011. Am 31. Juli 2014 veröffentlichte das britische Studio Feral Interactive eine Portierung des Spiels für OS X, am 23. Mai 2017 folgte die Portierung für Linux.
Besonderes Interesse erregte der komplett überarbeitete Mehrspieler-Modus. Erstmals war es möglich, einen eigenen Avatar zu erstellen und mit diesem einen Clan beizutreten. Dieser konnte in der sogenannten Clan-Eroberung durch Siege gegen Mitspieler Gebiete auf einer kleineren Japankarte erobern und für den Mehrspieler-Modus neue Einheiten und Spezialisierungen freischalten. Auch erhält der Avatar durch bestimmte Taktiken neue Attribute. Burgeroberungen spielen wieder, ähnlich wie in Medieval II: Total War, eine zentrale Rolle. So müssen gegnerische Burgen eingenommen werden, um ein Gebiet zu erobern. Die japanischen Burgen zeichnen sich dadurch aus, dass je nach Ausbaustufe bis zu vier Verteidigungswälle der Verteidigung dienen.

## Szenario
Shogun 2 spielt im 16. Jahrhundert des feudalen Japan im Anschluss an den Ōnin-Krieg. Das Land ist in einzelne Clans zersplittert, die im Kampf um die Vorherrschaft von lokalen Daimyos geführt werden. Der Spieler übernimmt die Kontrolle eines Clans mit dem Ziel, die anderen Clans zu unterwerfen und damit die Herrschaft über ganz Japan zu erlangen. Das Grundspiel ermöglicht acht spielbare Clans, alle mit unterschiedlichen Startpositionen und abweichenden militärischen, wirtschaftlichen und politischen Stärken. In einer limitierten Auflage gibt es noch einen exklusiven Ninja-Clan, die Hattori, und zwei weitere Clans sind per DLC freischaltbar (Ikko-Ikki, Otomo).

## Spielprinzip
Das Hauptspiel ist der aus Globalstrategiespielen bekannte Endlosmodus. Bei dieser Kampagne werden Strategie- und Taktikpart so kombiniert, dass die vom Spieler erzielten Ergebnisse in einem Part die Situation im jeweils anderen beeinflussen. Ziel ist es dabei, die dem Spieler gehörende Fraktion unter den gegebenen Ausgangsbedingungen zum Sieg zu führen. Dieser kann in allen fünf Spielen durch Dominanz auf der Strategiekarte erlangt werden.
Zusätzlich besteht die Möglichkeit, einzelne Schlachten separat im Taktikpart auszutragen. Dies können entweder nachspielbare, historische Schlachten oder vom Spieler selbst erstellte Szenarien sein. Daneben ist es möglich, im Mehrspieler-Modus auf der Strategiekarte zu spielen.

## Die Kampagne
In der Kampagne übernimmt der Spieler die Kontrolle über die Entwicklung von Siedlungen, Militär, Wirtschaft und technologische Weiterentwicklung.
Die Armeen und Einheiten werden über eine stilisierte Landkarte des feudalen Japans bewegt, um Schlachten mit den anderen Klans zu schlagen. Neben den Kämpfen kann der Spieler sich durch Diplomatie Verbündete, Vasallen und Feinde schaffen, Handelsabkommen und Handelsembargos vereinbaren, sowie Gebiete und Gold durch Abkommen erlangen und abgeben. Ninja und Geisha sind ebenfalls im Spiel als Attentäter und Spione einsetzbar. Neu im Vergleich zu den Vorgängern der Reihe sind „Metsuke“, die als eine Art Geheimpolizei und Spionageabwehr eingesetzt werden können.
Auch wenn die Religion eine nicht so wichtige Rolle spielt wie in Medieval II, kann sie durch den Spieler nicht ignoriert werden. Beispielsweise wird bei engerer Zusammenarbeit mit Europäischen Händlern, auch das Christentum in den japanischen Provinzen verbreitet, was zu erheblichen religiösen Unruhen führen kann. Mönche und Priester, sowie einige Gebäude (bspw. buddhistischer Tempel) können diese Konvertierungen beeinflussen.
Es gibt neun große unterschiedliche Klans, die sich auf die japanischen Provinzen aufteilen, von denen sich der Spieler einen aussuchen kann.
Jeder Klan hat besondere Vorteile in gewissen Bereichen um alternative Spielweisen zu ermöglichen.
- Der Chosokabe Klan bewohnt die Provinz Tosa und kann überlegene Bogeninfanterie rekrutieren und erhält zusätzliche Einnahmen aus der Landwirtschaft.
- Der Date Klan kontrolliert Iwate und kann überlegene No-dachi Samurai rekrutieren. Außerdem erhalten alle Einheiten des Klans einen zusätzlichen Angriffsbonus, wenn sie auf Gegner zustürmen.
- Der Hojo Klan kann auf günstigere Gebäude und Belagerungswaffen zurückgreifen und bewohnt die Provinz Izu und Provinz Sagami.
- Der Mori Klan startet in der Provinz Aki und hat Vorteile bei Schiffen und Seefahrt.
- Der Oda Klan kann besonders gut die einfachen Ashigaru-Truppen einsetzen und beheimatet die Provinz Owari.
- Der Shimazu-Klan bevölkert die Provinz Satsuma und kann überlegene Katana-Samurais rekrutieren und die Generäle sind loyaler zum Klan als bei anderen Klans.
- Der Takeda Klan herrscht über die Provinz Kai und besitzt besonders gute Kavallerie. Sein Anführer ist Takeda Shingen.
- Der Tokugawa Klan bewohnt die Provinz Mikawa und zeichnet sich durch diplomatisches Geschick und kann auf bessere Ninjas und Metsuke zurückgreifen
- Der Uesugi Klan kontrolliert die Provinz Echigo. Er hat sich auf den Buddhismus spezialisiert, was die Rekrutierung von besseren Mönchen erlaubt, sowie größere Einnahmen aus Handel. Sein Anführer ist Uesugi Kenshin

Zusätzlich gibt es drei weitere Fraktionen, die per Download hinzugefügt werden können, wobei der Hattori-Klan zeitweilig ausschließlich durch die Vorbesteller-Version erhältlich war.
- Die Hattori sind die herrschende Familie in der Provinz Iga und kann spezialisierte Ninja und Kampf-Ninja mit gesteigerter Erfahrung rekrutieren.
- Der religiöse Rebellen-Klan Ikko-Ikki kontrolliert die Provinz Echizen und Provinz Kaga und rekrutiert Ronin sowie überlegene Kampfmönche.
- Der Otomo-Klan bewohnt die Provinz Kyushu. Als einziger katholischer Klan kann er überlegene Schusswaffen-Einheiten rekrutieren sowie portugiesische Elite-Infanterie.

### Strategie-Teil
Auf einer dreidimensionalen Übersichtskarte werden Provinzen verwaltet, Befehle an Truppen gegeben, sowie strategische Einheiten genutzt (unter anderem zum Betreiben von Diplomatie). Die Karte ist ähnlich wie bei Civilization in kleine Sechsecke unterteilt. Jeder Armee stehen je nach Zusammensetzung eine gewisse Anzahl an Bewegungspunkten zur Verfügung, die beispielsweise durch verschlechterte Bodenbedingungen oder schlechter Wetterlage einen Bewegungsmalus erhalten.
Die Übersichtskarte orientiert sich am Szenario, welches bei jedem Teil der Reihe verschieden ist. Auf der Karte werden Land- und (in den ersten beiden Spielen) Seebereiche des Szenarios in Provinzen bzw. Gebiete unterteilt. In jeder dieser Provinzen befindet sich eine Stadt, deren Werte diese Provinz repräsentieren. Es werden nur die jeweiligen Provinzstädte vom Spieler verwaltet. In diesen lassen sich dann einerseits Gebäude und Anlagen bauen, um die Werte der Stadt zu verbessern, und andererseits Truppen und strategische Einheiten ausheben.
Mit strategischen Einheiten kann Diplomatie betrieben (Diplomaten) und spioniert werden (Spione) und es können gegnerische Persönlichkeiten (Generäle) und strategische Einheiten ausgeschaltet werden (Attentäter). Es stehen noch weitere Einheiten und Funktionen zur Verfügung, die sich jedoch in den einzelnen Teilen der Reihe unterscheiden.
Die Truppen können zur Kriegführung eingesetzt werden, indem sie auf der Strategiekarte bewegt werden. Sie lassen sich zu Armeen gruppieren, um dem Spieler die Organisation zu erleichtern. Sobald eine Armee mit einer feindlichen Armee zusammentrifft, lässt sich wählen, ob der Feind bekämpft, oder die eigenen Truppen zurückgezogen werden sollen. Der Kampf lässt sich dann entweder automatisch berechnen oder vom Spieler auf einer dreidimensionalen Karte austragen (siehe Taktikpart). Dabei entspricht die Situation im Taktikpart der des Strategieparts (Truppenanzahl und -typen, Gelände, klimatische Verhältnisse).

### Taktik-Teil
In einer dreidimensionalen Umgebung werden Schlachten zwischen zwei oder mehr Fraktionen ausgetragen. Jede Fraktion führt dabei Einheiten ins Feld, die jeweils aus 12 bis 240 Soldaten bestehen. Die Anzahl der Einheiten pro Armee ist auf 20 begrenzt, so dass eine Armee aus bis zu 4.800 Soldaten bestehen kann. Wie für die Total-War-Reihe üblich, wird jeder Soldat einzeln dargestellt und berechnet, so dass sich Schlachten ergeben können, in denen bis zu 38.400 Soldaten und einem General pro Armee inklusive des zu diesem Szenario passenden Kriegsgeräts (Pferde, Ballisten, Katapulte usw.) teilnehmen.
Diesen Einheiten können dann Befehle erteilt werden. Dies schließt Bewegungs- und Angriffsbefehle ebenso ein, wie Formations- und Verhaltensanweisungen. Letztere können sich dabei sowohl auf die direkte Kampfkraft, als auch auf die Moral der Einheiten auswirken, welche ein wichtiger Faktor dieser Taktikschlachten ist. Die Uniformen und Waffen der Soldaten entsprechen meist denen ihrer historischen Vorbilder.
Der Gegner ist besiegt, wenn sich entweder keine gegnerischen Truppen mehr auf der Taktikkarte befinden oder wenn alle noch darauf befindlichen Truppen fliehen. Es ist ebenfalls möglich durch Ablaufen eines Zeitkontingents zu gewinnen, welches zuvor in den Einstellungen gesetzt werden kann. Des Weiteren gibt es viele andere Möglichkeiten die Schlacht zu gewinnen.

## Entwicklung
Im Vorfeld wurde Shogun 2 als DirectX-11-Spiel angepriesen, jedoch konnte diese Funktionalität erst per Patch nachgereicht werden.

## Erweiterungen

### Zusatzinhalte

Logo der dritten Downloaderweiterung, der Zusatzkampagne Rise of the Samurai

Für Shogun 2 sind acht kostenpflichtige Downloaderweiterungen erschienen:
- Das Ikko Ikki Clan Pack erschien am 26. Mai 2011 und fügt die Ikko Ikki als Fraktion zur Kampagne und einige neue Einheiten zum Mehrspieler-Modus hinzu.
- Das Sengoku Jidai Unit Pack erschien am 28. Juli 2011 und fügt dem Spiel 10 neue Eliteeinheiten für den Einzel- und Mehrspielermodus hinzu.
- Die Rise of the Samurai Campaign erschien am 27. September 2011 und erweitert das Spiel um eine neue Kampagne für den Einzel- und Mehrspieler-Modus, ein neues Szenario, sechs spielbare Clans und über 30 neue Einheiten für neue und bestehende Fraktionen.
- Das Hattori Clan Pack erschien am 30. November 2011 und fügt einen neuen Clan hinzu, eine weitere historische Schlacht sowie neue Rüstungen für den Avatar.
- Das Blood Pack DLC wurde am 30. November 2011 veröffentlicht und fügt Blut in die Schlachten ein.
- Das Dragon War Battle Pack wurde am 1. Mai 2012 veröffentlicht und fügt sechs aufeinanderfolgende Schlachten des Boshin Krieges hinzu.
- Das Saints and Heroes Unit Pack wurde am 26. Juli 2012 veröffentlicht und fügt dem Spiel 9 neue Eliteeinheiten hinzu.
- Das Otomo Clan Pack DLC wurde am 30. November 2012 veröffentlicht und fügt dem Spiel 2 neue spielbare Fraktionen für den Einzel- sowie Mehrspielermodus hinzu.

### Total War: Shogun 2 – Fall of the Samurai
Am 23. März 2012 erschien die eigenständig spielbare Erweiterung Total War: Shogun 2 – Fall of the Samurai. Seit 2019 wird diese von Shogun 2 losgelöst unter dem Titel Total War Saga: Fall of the Samurai als Teil der Saga-Ablegerreihe vermarktet.
Die Erweiterung beschäftigt sich mit dem Untergang der Samurai im 19. Jahrhundert durch die Modernisierung des traditionellen Japans, indem sich das alte japanische Shogunat mit dem neuen Kaiserreich auseinandersetzt, was durch die Ankunft von Europäern und Amerikanern ausgelöst wird. Sie ergänzt das Hauptspiel um eine im 19. Jahrhundert angesiedelte Kampagne, für die die strategische Karte vergrößert und die Zahl der Provinzen erhöht wurde. Die sechs Fraktionen Nagaoka, Jozai, Aizu, Tosa, Satsuma und Choshu und die ausländischen Mächte Frankreich, Großbritannien und USA werden eingeführt. Darüber hinaus sind diverse neue Einheiten, Spielmechaniken, historische Schlachten und eine zusätzliche Mehrspielerkarte enthalten.
Fall of the Samurai erhielt laut Metacritic „überwiegend positive“ Kritiken der Spielepresse. Die Gegner-KI weise laut Kritikern auch auf hoher Schwierigkeitsstufe Mängel auf, die den Ausgang von Gefechten maßgeblich beeinflussten. Diese seien sowohl in Land- wie Seeschlachten bemerkbar. Beispielsweise würden Computergegner die Kavallerie in Landgefechten nicht immer richtig einsetzen.

## Rezeption
Total War: Shogun 2 stieß laut Metacritic auf „breites Kritikerlob“ und erhielt mit einer aggregierten Wertung von 90 aus 100 Punkten die Marke „Must-Play“.